# Ștefan Balint
Ștefan Balint (n. 26 ianuarie 1926, Sighișoara, Mureș, România – d. 1976) a fost un fotbalist român.

## Titluri
Steaua București
- Divizia A: 1951, 1952, 1953
- Cupa României: 1949, 1950, 1951, 1952